# أكي فالك
أكي فالك (بالسويدية: Åke Falck)‏ هو مقدم تلفزيوني ومخرج وكاتب سيناريو ومخرج وممثل سويدي، ولد في 3 أبريل 1925 في غوتنبرغ في السويد، وتوفي في 12 أكتوبر 1974 في داندريد ‏ في السويد.

## وصلات خارجية
- أكي فالك على موقع IMDb (الإنجليزية)
- أكي فالك على موقع أول موفي (الإنجليزية)
- أكي فالك على موقع قاعدة بيانات الأفلام السويدية (السويدية)
- أكي فالك على موقع قاعدة بيانات الفيلم (الإنجليزية)
- أكي فالك على موقع كينوبويسك (الروسية)